# Ana Lúcia Torre
Ana Lúcia Torre Rodrigues, née le 21 avril 1945 à São Paulo, est une actrice brésilienne.

## Filmographie sélective

### Au cinéma
- 2006 : Paid de Laurence Lamers

### À la télévision
- 2000 - 2001 : O Cravo e a Rosa
- 2001 : Porto dos Milagres
- 2005 - 2006 : Alma Gêmea
- 2011 : Passions mortelles
- 2012 : Amor Eterno Amor
- 2013 - 2014 : Joia Rara
- 2015 : Verdades Secretas
- 2016 : Êta Mundo Bom!
- 2017 - 2018 : O Outro Lado do Paraíso
- 2018 - 2019 : Espelho da Vida
- 2019 : Bom Sucesso
- 2019 : A Dona do Pedaço